# Chevrette des Bauges
Pour l’article homonyme, voir fromage français.
La Chevrette des Bauges est un fromage fermier au lait de chèvre, à pâte pressée non-cuite. Elle est élaborée l'été à Aillon-le-Vieux et au Châtelard, dans le département de la Savoie. En hiver, elle est mi-chèvre durant la période de gestation des animaux.

## Origine
La Chevrette des Bauges est une spécialité française qui est actuellement[Quand ?] menacée de disparition[réf. nécessaire]. Il ne reste plus que deux ou trois fermes savoyardes qui la fabriquent,.

## Présentation
En Savoie, on appelle chevrette un fromage au lait mixte et chevrotin un fromage pur chèvre. La chevrette peut-être composée de  trois quarts de lait de chèvre et d'un quart de lait de vache. Elle peut également être un fromage mi-vache mi-chèvre comme ceux produits dans une fromagerie de Chambéry,.

## Type de fromage
Ce pur chèvre, élaboré en été, est un fromage à pâte molle pressée non cuite et à croûte lavée,. De forme ronde (entre 10 et 16 centimètres de diamètre sur 5 centimètres d'épaisseur), pesant entre 800 g et 1,2 kg, il contient entre 0 % et 29 % de matière grasse,.  Sa croûte, de couleur claire, est mince et lisse. Elle est lavée à l’eau salée durant 3 mois pour atteindre la maturité gustative. Il se caractérise par une pâte très blanche et souple. 

## Consommation
C'est en fonction de l'altitude des pâturages, de l'heure de trait ainsi que de la nourriture donnée aux bêtes que les moisissures se développent à la surface de la chevrette. Cela explique la légère différence de goût que l'on retrouve entre ces fromages sortant des fromageries.  

## Accord mets et vins
La chevrette se caractérise par sa croûte qui dégage une légère odeur de caprin, et par son goût doux et délicat à la faible saveur noisetée,. 
Ce fromage se déguste très bien au mois de juillet, août et septembre, avec un rosé comme un Seyssel, un vin blanc sec comme un Crépy de Savoie, un  bourgogne-vézelay, un Pouilly-fuissé, ou un Côtes du Rhône blanc.
Le site internet Vin-Vigne recommande pour sa part, le Sancerre blanc: « Un très bon fromage réclame un très bon vin comme la chevrette des bauges avec un Sancerre blanc ! ».